# Азооспермија
Азооспремија је појава која се огледа у томе да тестиси не производе сперматозоиде или је могућа продукција сперматозоида али због препрека у семеводима сперматозоиди не доспевају у ејакулат и при микроскопском прегледу се не налазе.
Број сперматозоида, нормално у милилитру, креће се изнад 60 милиона. Сходно броју сперматозоида утврђују се следећи термини:
- 60 -120 милиона у милилитру назива се нормоспремија
- 20 - 60 милиона у милилитру назива се хипоспермија
- мање од 20 милиона у милилитру је олигоспермија
- када у сперми нема сперматозоида - азооспермија

Азооспремија може бити:
- секреторна
- екскреторна

## Секреторна азооспермија
То је стање у којем тестиси не производе сперматозоиде. Најчешћи узроци за ово стање су:
- генетичке мутације или ненормалан кариотип (Клинефелтер синдром)
- обострани крипторхидизам (када тестиси нису спуштени у скротум)
- упала тестиса
- хормонски дефицити
- радиотерапија или хемиотерапија у склопу разних малигних болести

Врло је битно да се одреди који је тип секреторне азооспермије. У зависности од нивоа ФСХ (фоликулостимулирајући хормон), постоје три типа:
- азооспермиа са високим ФСХ
- азооспермиа са нормалним ФСХ
- азооспермиа са ниским ФСХ

#### Дијагноза
Поставља се анамнезом, клиничким прегледом, сперматограмом, микроскопским испитивањем јер често макроскопски изглед сперме не указује на овај поремећај, хормонском дозажом, биопсијом тестиса.

#### Лечење
Терапија је у принципу могућа једино уколико постоји недостатак ФСХ, у неким је једино могуће сачекати спонтани опоравак, на пример, код хемиотерапије и зрачења, а код генетичких узрока или тешких оштећења тестиса после упале и трауме, прогноза је лоша. У неким случајевима у ткиву тестиса постоје сперматозоиди у малом броју (али да би се то утврдило потребно је урадити биопсију тестиса) при чему се неки од тих сперматозоида може употребити за интрацитоплазматску инјекцију сперматозоида (ИЦСИ).

## Екскреторна азооспермија
Продукција сперматозоида је могућа али због препрека у семеводима сперматозоиди не доспевају у ејакулат и при микроскопском прегледу се не налазе. Узроци су урођени или стечени дефекти (препреке) у семеводима на свим нивоима. Урођене аномалије најчешће погађају почетак семеводних канала, тзв. високе аномалије код којих није дошло до правилног спајања одводних канала сперме. Стечене оптурације су последица повреда, операција или инфекција.

#### Дијагноза
Дијагноза се поставља анамнезом, сперматограмом, клиничким прегледом, хормонском дозажом, ултразвуком или радиолошком и хируршком експлорацијом.

#### Лечење
Терапија је хируршка и прогноза је добра (60% успеха).
Чланак је преузет са сајта  уз дозволу коју можете видети овде.
|  | Молимо Вас, обратите пажњу на важно упозорење у вези са темама из области медицине (здравља). |